# Johan Hoel
Johan Hoel, född 17 december 1994, är en norsk längdskidåkare som tävlar i långloppscupen Ski Classics.

## Karriär
Hoel har 14 pallplatser i Ski Classics varav en vinst. År 2024 placerade han sig på en andraplats i Vasaloppet. Säsongen 2023/2024 vann han totalsegern i Ski Classics.